# ABA 2 Liga Finals MVP
La ABA 2 Liga Finals MVP è il premio conferito dalla ABA 2 Liga al miglior giocatore delle finali.

## Vincitori
| Stagione  | Nazionalità          | Giocatore             | Squadra           |
| --------- | -------------------- | --------------------- | ----------------- |
| 2017-2018 | Bosnia ed Erzegovina | Marko Jošilo          | Krka Novo mesto   |
| 2018-2019 | Serbia               | Marko Jagodić-Kuridža | Primorska         |
| 2019-2020 | non assegnato        | non assegnato         | non assegnato     |
| 2020-2021 | Serbia               | Marko Tejić           | Studentski Centar |
| 2021-2022 | Serbia               | Dušan Kutlešić        | Zlatibor Čajetina |
| 2022-2023 | Slovenia             | Mate Vučić            | Krka Novo mesto   |
| 2023-2024 | Serbia               | Filip Barna           | Spartak Subotica  |